# Korostyshiv
Korostyshiv (em ucraniano:  Корости́шів, em polonês/polaco:  Korosteszów, em russo:  Коростышев) é uma cidade da Ucrânia, situada no Oblast de Jitomir. Tem 9,74 km² de área e sua população em 2020 foi estimada em 24.822 habitantes.